# أمبرلي فيليج
أمبرلي فيليج (بالإنجليزية: Amberley Village) هي مدينة أمريكية تقع في ولاية أوهايو. تبلغ مساحة هذه المدينة 9 (كم²)،ويبلغ عدد سكانها 3425 نسمة حسب إحصاء سنة 2010 م 3425.تشير إحصاءات سنة 2000م بأن الكثافة السكانية في هذه المدينة تقدر بـ(380.4) نسمة/كم2 

## التركيبة السكانية
قام مكتب تعداد الولايات المتحدة بتحديد بيانات التركيبة السكانية لأمبرلي فيليجفي تعداد الولايات المتحدة. في ما يلي، التركيبة السكانية حسب تعدادي 2000 و2010.

### تعداد عام 2000
بلغ عدد سكان أمبرلي فيليج 3,425 نسمة بحسب تعداد عام 2000، وبلغ عدد الأسر 1,338 أسرة وعدد العائلات 1,098 عائلة مقيمة في القرية. في حين سجلت الكثافة السكانية 985.4 نسمة لكل ميل مربع (380.5/كم2). وبلغ عدد الوحدات السكنية 1,382 وحدة بمتوسط كثافة قدره 397.6 نسمة لكل ميل مربع (153.5/كم2).
وتوزع التركيب العرقي للقرية بنسبة 87.42% من البيض و 0.09% من الأمريكيين الأصليين و 2.39% من الأمريكيين ذوي الأصول الآسيوية و 8.85% من الأمريكيين الأفارقة و 0.93% من عرقين مختلطين أو أكثر.
بلغ عدد الأسر 1,338 أسرة كانت نسبة 28.1% منها لديها أطفال تحت سن الثامنة عشر تعيش معهم، وبلغت نسبة الأزواج القاطنين مع بعضهم البعض 75.6% من أصل المجموع الكلي للأسر، ونسبة 4.7% من الأسر كان لديها معيلات من الإناث دون وجود شريك، وكانت نسبة 17.9% من غير العائلات. تألفت نسبة 15.8% من أصل جميع الأسر من أفراد ونسبة 9.4% كانوا يعيش معهم شخص وحيد يبلغ من العمر 65 عاماً فما فوق. وبلغ متوسط حجم الأسرة المعيشية 2.86، أما متوسط حجم العائلات فبلغ 2.56.
بلغ العمر الوسطي للسكان 48 عاماً. وكانت نسبة 23.0% من القاطنين تحت سن الثامنة عشر، وكانت نسبة 3.3% بين الثامنة عشر والأربعة وعشرون عاماً، ونسبة 18.3% كانت واقعةً في الفئة العمرية ما بين الخامسة والعشرون حتى والأربعة وأربعون عاماً، ونسبة 31.0% كانت ما بين الخامسة والأربعون حتى الرابعة والستون، ونسبة 24.4% كانت ضمن فئة الخامسة والستون عاماً فما فوق. يوجد لكل 100 أنثى 96.3 ذكر، ويوجد لكل 100 أنثى في الثامنة عشر من عمرها فما فوق 92.4 ذكر.
بلغ متوسط دخل الأسرة في القرية 81,492 دولار، أما متوسط دخل العائلة فبلغ 92,684 دولار. وكان متوسط دخل الذكور 61,220 دولار مقابل 37,750 دولار للإناث. وسجل دخل الفرد الخاص بالقرية 51,225 دولار. وكانت نسبة 3.5% من العائلات ونسبة 3.5% من السكان تحت خط الفقر، وكان من هؤلاء نسبة 3.5% تحت سن الثامنة عشر ونسبة 5.1% في الخامسة والستين من العمر وما فوق.

### تعداد عام 2010
بلغ عدد سكان أمبرلي فيليج 3,585 نسمة بحسب تعداد عام 2010، وبلغ عدد الأسر 1,385 أسرة وعدد العائلات 1,084 عائلة مقيمة في القرية. في حين سجلت الكثافة السكانية 1,024.3 نسمة لكل ميل مربع (395.5/كم2). وبلغ عدد الوحدات السكنية 1,466 وحدة بمتوسط كثافة قدره 418.9 لكل ميل مربع (161.7/كم2).
وتوزع التركيب العرقي للقرية بنسبة 85.7% من البيض و 0.1% من الأمريكيين الأصليين و 3.0% من الأمريكيين ذوي الأصول الآسيوية و 9.5% من الأمريكيين الأفارقة و 1.4% من عرقين مختلطين أو أكثر.
بلغ عدد الأسر 1,385 أسرة كانت نسبة 29.2% منها لديها أطفال تحت سن الثامنة عشر تعيش معهم، وبلغت نسبة الأزواج القاطنين مع بعضهم البعض 71.7% من أصل المجموع الكلي للأسر، ونسبة 4.7% من الأسر كان لديها معيلات من الإناث دون وجود شريك، بينما كانت نسبة 1.9% من الأسر لديها معيلون من الذكور دون وجود شريكة وكانت نسبة 21.7% من غير العائلات. تألفت نسبة 18.1% من أصل جميع الأسر من أفراد ونسبة 9.4% كانوا يعيش معهم شخص وحيد يبلغ من العمر 65 عاماً فما فوق. وبلغ متوسط حجم الأسرة المعيشية 2.96، أما متوسط حجم العائلات فبلغ 2.59.
بلغ العمر الوسطي للسكان 49.1 عاماً. وكانت نسبة 24% من القاطنين تحت سن الثامنة عشر، وكانت نسبة 4.2% بين الثامنة عشر والأربعة وعشرون عاماً، ونسبة 15.8% كانت واقعةً في الفئة العمرية ما بين الخامسة والعشرون حتى والأربعة وأربعون عاماً، ونسبة 34.7% كانت ما بين الخامسة والأربعون حتى الرابعة والستون، ونسبة 21.4% كانت ضمن فئة الخامسة والستون عاماً فما فوق. وتوزع التركيب الجنسي للسكان بنسبة 47.9% ذكور و52.1% إناث.